# Drapel alb

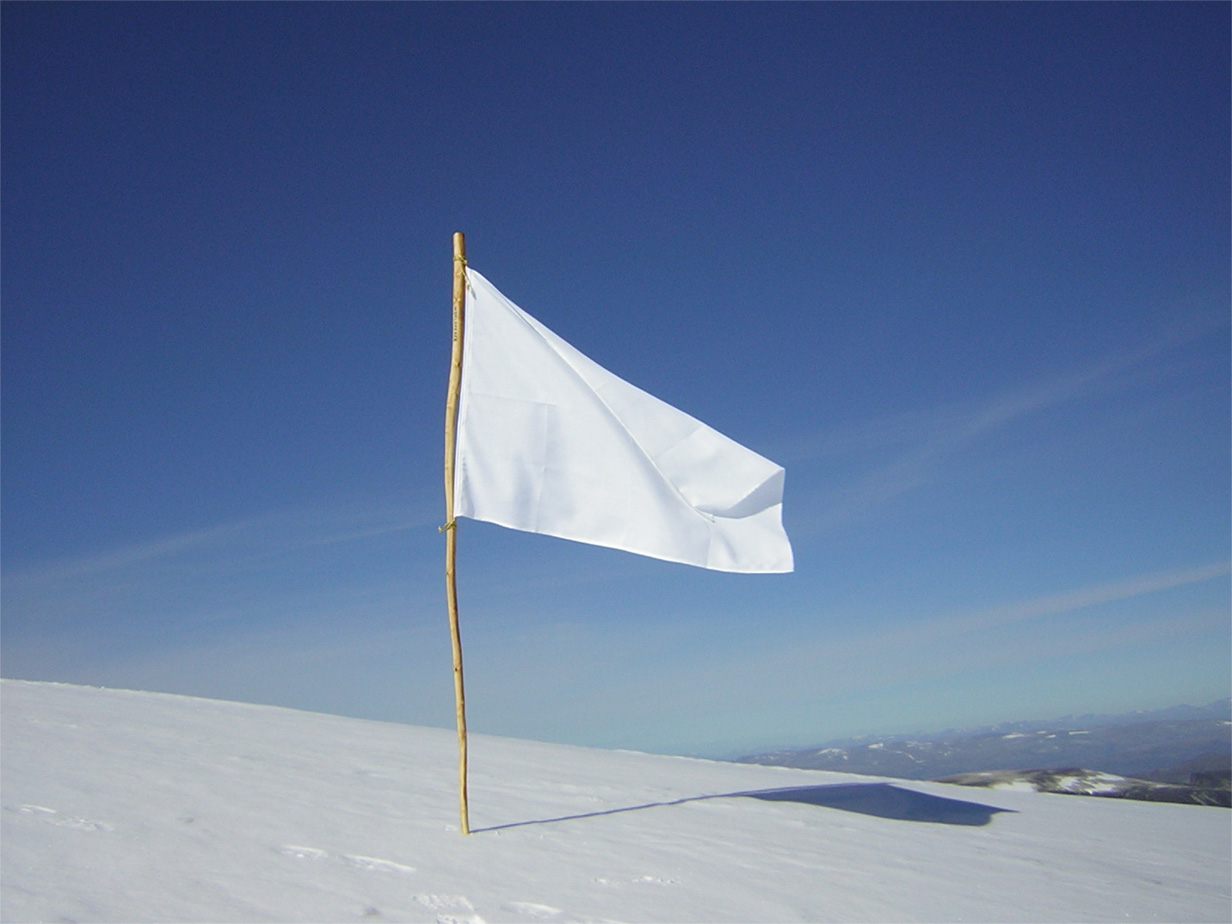
Steag alb

Corpul drapelui alb, realizat conform adoptării sale, din 29 iulie 1899, la Prima Convenție de la Haga (1899)

Drapelul alb sau Steagul alb este un semn internațional, modern și contemporan, de pace, de armistițiu, de intenție de negociere de către un beligerant.
De-a lungul istoriei umanității, steagul sau drapelul alb au avut diferite înțelesuri, mai mult sau mai puțin apropiate de sensul general contemporan.

## În conflicte armate și război

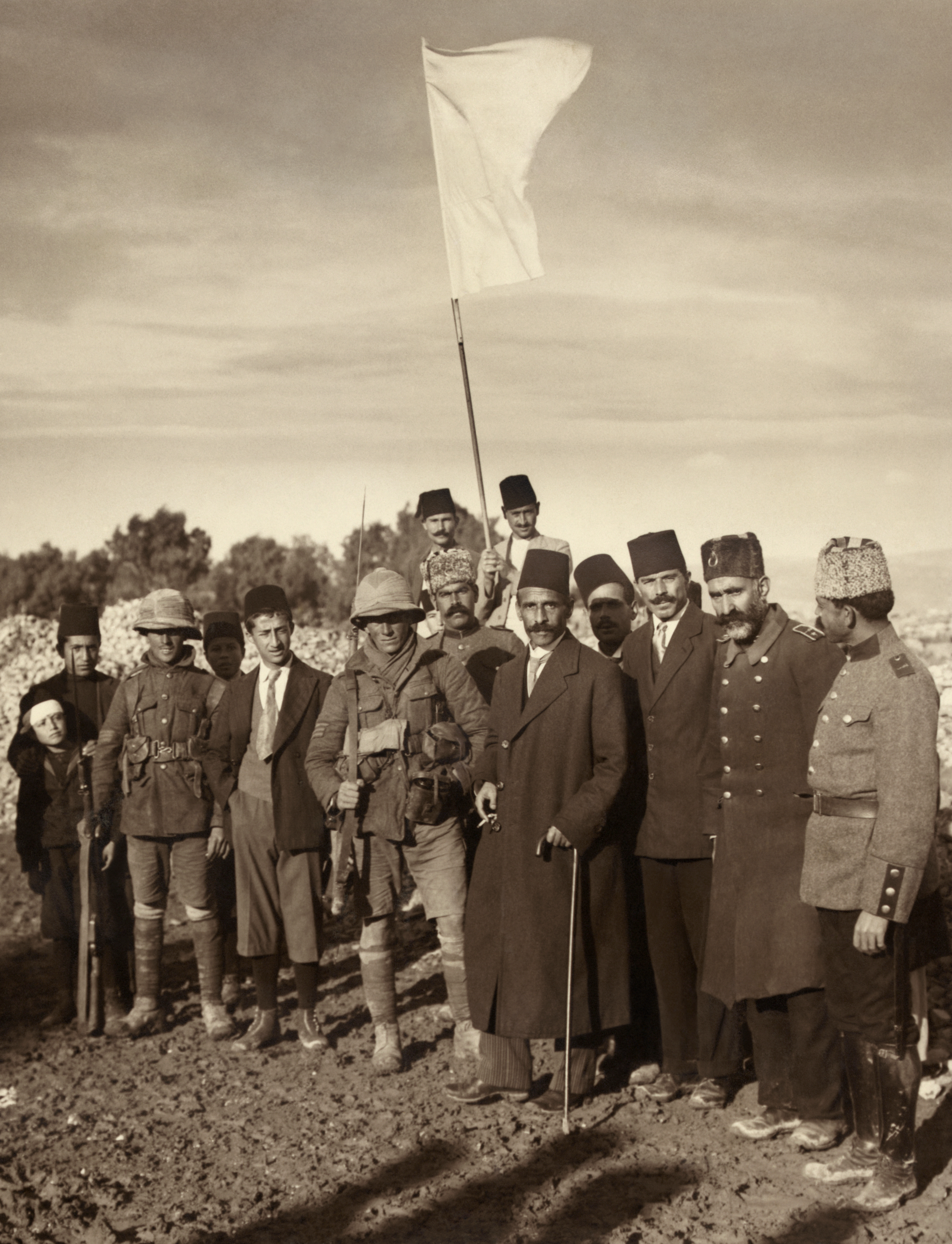
O parte a trupelor otomane predându-se trupelor britanice, la Ierusalim, în 1917, la 9 decembrie, după bătălia omonimă.

Acest steag este folosit, cel mai adesea, în timp de varii conflicte armate, în război. Soldații, sau, mai general, militarii care poartă sau flutură un steag alb, în timpul unui conflict armat, nu trebuie atacați. Prezența steagului alb indică tuturor că un negociator se apropie neînarmat sau intenționează să se predea. O persoană care arborează steagul alb trebuie să rămână neutră și să nu se angajeze în acte de război. Steagul alb este recunoscut de Convenția de la Haga din 1899 și extinsă în 1907:
| “ | Reglementări privind legile și obiceiurile războiului pe uscat. Secțiunea II. - Ostilități. Capitolul III. – Parlamentarii. – Articolul 32. Un membru al parlamentului este considerat a fi o persoană care este autorizată de unul dintre beligeranți să intre în negocieri cu celălalt și care se prezintă cu steagul alb. [Această persoană autorizată] are dreptul la inviolabilitate, la fel ca și trompeta, goarna sau toba, purtătorul de stindard și interpretul care l-ar însoți1. | ” |

Utilizarea necorespunzătoare a drapelului alb este interzisă de regulile războiului și constituie o crimă de război de perfidie. Au existat numeroase cazuri raportate, de astfel de comportament în conflicte, cum ar fi folosirea steagurilor albe ca un șiretlic pentru a se apropia și ataca combatanții inamici, dar și pentru uciderea combatanților care încercau să se predea purtând steaguri albe.

## Originea folosirii moderne

### Primele menționări, vechea Chină imperială și Imperiul Roman
Prima menționare cunoscută, a utilizării steagurilor albe pentru a se preda, este făcută în timpul dinastiei Han de Est (25 - 220 d.Hr.). În Imperiul Roman, istoricul Cornelius Tacitus menționează un steag alb de capitulare în anul 109 d.Hr. Înainte de acel moment, armatele romane se predau ținându-și scuturile deasupra capetelor.

### Adoptare pe scară largă a simbolului, în Evul Mediu, dinastia Capet
În timpul Evului Mediu și într-un mediu cultural și politic centrat pe jurăminte, participarea la steagul sau stindardul altui lord. însemna schimbarea fidelității și loialității. Astfel, armatele ar fi ridicat steagul părții opuse pentru a semnala capitularea.
Dinastia franceză a Capețienilor a folosit un steag alb, proeminent în această perioadă, denumit la acea vreme oriflamme. În calitate de șef al Casei Capețienilor, monarhul Filip al II-lea (1180 - 1223) a adoptat un singur steag alb ca emblemă a familiei. Acel steag alb a rămas strâns identificat cu regii Franței timp de mai multe generații.
| “ | Însuși numele său [oriflamme] - o derivație de la «flacără de aur» - arată că a fost intenționat încă de la început să reprezinte coroana franceză. | ” |

## Vexilologie

### Afganistan
Steagul oficial al Emiratului Islamic al Afghanistanului (1996 – 2001), între septembrie 1996 și octombrie 1997, a fost un steag alb, cu un înscris în negru, ce reprezenta credoul islamic.
Acel steag este uneori utilizat și în prezent ca o opțiune / variantă neoficială a drapelului actual al țării, incluzând jurământul Shahada, scris în negru pe un fond alb.

### Franța

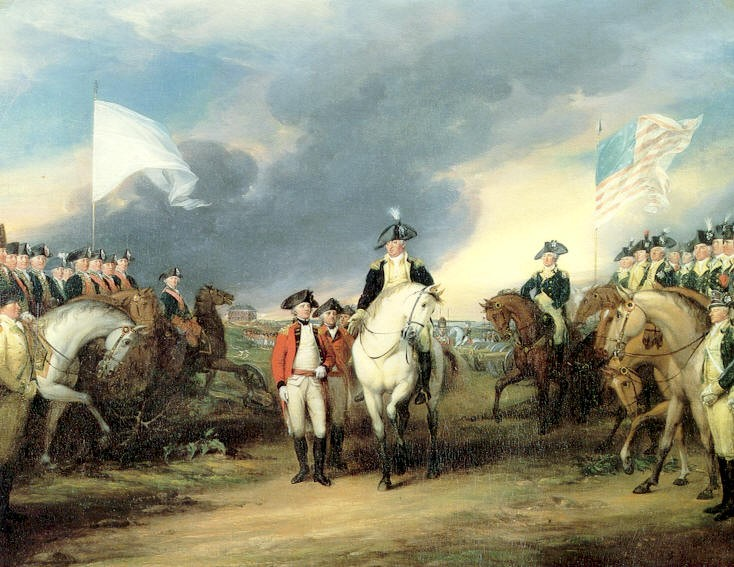
Cornwallis s-a predat lui George Washington între trupele franceze din stânga și trupele americane din dreapta, Bătălia de la Yorktown în 1781.

Steagul alb a fost, de asemenea, Steagul regatului Franței, până la 31 iulie 1830, cu excepția perioadei 1790–1792, când a fost înlocuit cu un steag tricolor. Pe câmpurile de luptă, steagul alb era adesea ridicat de inamic în timpul unei înfrângeri, în semn de respect pentru armata victorioasă a Regatului Franței. 
Steagul alb al Franței nu trebuie confundat cu Steagul Franței, care era albastru cu flori de crin aurii.

## Steagul Antarcticei

Steagul originar al Antarcticei, arborat de nava „Discovery”, conservat la Royal Museums Greenwich.

În 1929, membri expediției comune britano - austaliano - neo-zeelandeză, intitulată British Australian and New Zealand Antarctic Research Expedition, aflată la bordul navei RRS Discovery, a folosit cearșafuri albe de bumbac pentru a improviza un steag de curtoazie (un steag folosit ca semn de respect de către orice nave, aflate în ape străine) pentru acel continent fără steag propriu.
Acel steag improvizat, care se găsește astăzi la National Maritime Museum din Londra, a fost folosit pentru a reprezenta Antarctica, de cel puțin două ori în acea expediție în apele Antarcticei. La 1 august 1929, cotidianul național britanic The Times remarca:
| “ | ... nava arbora [steagul] Union Jack la prova ei, steagul alb al Antarcticii la catargul principal și steagul australian la pupă ... | ” |

## Arte
- Drapeau blanc - Steag alb este un cântec din 2015 al muzicienei canadiene Béatrice Mireille Martin, cunoscută sub numele de scenă Cœur de pirate,
- Le drapeau blanc - Steagul alb este și numele unei lucrări a artistului francez Georges-Pascal Ricordeau. Simbol al unei umanități înclinate să se conecteze și să împărtășească, lucrarea Steagul Alb a făcut înconjurul lumii în 2007 - 2008, purtat de actrița americană Daryl Hannah,
- Steagul alb a fost un simbol important în opera artistului conceptual Pierre Allard.

## Curse automobilistice
Într-o cursă automobilistică, un steag alb semnalează ultimul tur, cu excepția curselor acoperite de FIA, inclusiv Formula 1, unde steagul alb avertizează că există o mașină lentă în față.